# 蔵叟善珍
蔵叟善珍（ぞうそう ぜんちん）は、宋代に活動した臨済宗大慧派禅僧である。大慧下4世。

## 生涯
紹熙5年（1194年）、泉州南安県にて誕生する。俗姓は呂氏。開禧2年（1206年）、崇福寺で出家し、臨安府に移って具足戒を受けた。その後、霊隠寺の妙峰之善の許でその法を嗣いだ。
寧国府宛陵光考寺の住持となった後、安吉州思渓寺、円覚寺を経て阿育王山及び臨安府径山寺に勅住した。
景炎2年5月21日（1277年6月23日）示寂。著書に蔵叟摘稾、法嗣に元叟行端及び曹渓覚がいる。